# Ampelisca vervecei
Ampelisca vervecei is een vlokreeftensoort uit de familie van de Ampeliscidae. De wetenschappelijke naam van de soort is voor het eerst geldig gepubliceerd in 1977 door Bellan-Santini & Kaim-Malka.